# 自然学園高等学校
学校法人自然学園 自然学園高等学校(がっこうほうじんしぜんがくえん しぜんがくえんこうとうがっこう)は山梨県大月市に所在する私立の全日制普通科､全日制通信制通学コース･広域通信制の高等学校｡
甲府市(甲府キャンパス)･(梁川キャンパス)･北杜市(国際農業コース実習地)･神奈川県相模原市(相模原キャンパス)にキャンパス･実習地を置く｡

## 概要
私立の高等学校で､全日制普通科･全日制広域通信課程を置く。設置学科の詳細は以下の通り｡
キリスト教精神に基づいた人間教育を行っている｡ 根底には謙虚に学び自立した人間を作るという理念があった。
創立当初は新海校長、西條理事長体制だったが、5年目には西條理事長が校長も兼務した。
人間学の授業は牧師の山本護（日本基督教団）を招いて講義を行ったり、日曜日の礼拝を催していた。
始業前の朝会講話では西條理事長自ら、聖書などを題材に生徒に短い講話を行ったり、人間学の授業では主に聖書や「悪の形而上学」などを題材に解説授業を行った。
労作の授業があり、田植えから稲刈りまで米作りを体験したり、環境美化など様々な作業を行っていた。
創立当初は全寮制で、中央寮と北寮が男子寮として、南寮が女子寮兼西條一家の住まいとして機能していた。
毎朝、中央寮前の広場で宿直教員も生徒もラジオ体操を行っていた。寮生活では、洗濯機はあったが手洗いを推奨されていた。これは将来どんな土地に行くかも知れず文明の利器の及ばぬ土地でも自立して生活できるような人になってほしいという、学校側の願いが込められていた。
毎日、19時40分から21時40分は沈黙の時間と呼ばれ誰とも話すことを禁じられており、生徒は勉強や自分を見つめる時間に充てていた。
毎日の食事は中央寮の食堂でとり、生徒が当番制で食当（食事当番）に参加し自分たちで食べる食事を調理したり、食器を洗浄したりした。
特別進学コースでは元東進ハイスクール講師出身の受験コンサルタント、安本筆を招聘して講義を行うこともあった。
年間恒例行事としては、5月に瑞牆山登山、10月に歩け歩け大会（強歩大会）を行っていた。
全日制普通科の募集定員は一学年28人で、少人数学級教育を行っている｡

## 設置学科
- 全日制 普通科 - 梁川キャンパスに毎日通学
  - 国際理数コース
  - 総合文化コース
  - 体育文化コース
- 全日型通学コース(通信制) - 主に甲府･梁川･相模原キャンパスに通学
  - キャリアクラス
  - 進学習熟クラス
  - 国際農業コース (甲府･須玉(実習地))
- 広域通信制(一般通信制) - 甲府･梁川･相模原キャンパスに通学(スクーリング 年に2回〈1回は3～4日〉･もしくは週1日〈希望者〉)
  - 普通科(セメスター制)

## 沿革
- 1993年1月 - 開校　創立者は西條隆繁工学博士
- 2012年4月 - 梁川キャンパス開設
- 2015年4月 - 相模原キャンパス開設

## 部活動
- 高体連加盟部活動(2020年度から高体連に加盟し大会に参加｡)
  - 卓球部
  - バドミントン部
  - バスケットボール部2023ウィンターカップ出場決定
- 高文連加盟予定部活動 
  - 伝統芸能部(笹子追分人形芝居)
  - 吹奏楽部

## 制服
夏服
水色のシャツ、白色のニットベスト（女子）、チェックのズボン/スカート、深緑のネクタイ/リボン｡
冬服
黒色のブレザー上着、白色のシャツ、チェックのズボン/スカート、深緑のネクタイ/リボン｡

## 交通
- 梁川キャンパス
  - 〒409-0503 山梨県大月市梁川町綱の上1225

中央本線｢梁川駅｣から徒歩10分
- 甲府キャンパス
  - 〒400-0031 山梨県甲府市丸の内3-2-14

中央本線｢甲府駅｣より徒歩5分
- 須玉キャンパス(国際農業コース実習地)
  - 〒408-0101 山梨県北杜市須玉町小尾6900

中央本線「韮崎駅」下車。増富温泉行きバスを利用し1時間あまり。中央道･須玉インターから増富ラジウムラインに入り、車で25分。
- 相模原キャンパス
  - 〒252-0238 神奈川県相模原市中央区星が丘4-2-45

相模線｢上溝駅｣から徒歩5分